# Новоолексіївська сільська рада (Софіївський район)
| Новоолексіївська сільська рада — колишній орган місцевого самоврядування у Софіївському районі Дніпропетровської області з адміністративним центром у с. Новоолексіївка. Сільській раді підпорядковані населені пункти: - с. Новоолексіївка |

## Склад ради
Рада складається з 12 депутатів та голови.

## Керівний склад сільської ради
| ПІБ                            | Основні відомості                                                                     | Дата обрання | Дата звільнення |
| ------------------------------ | ------------------------------------------------------------------------------------- | ------------ | --------------- |
| Пороходніченко Валентин Якович | Сільський голова, 1954 року народження, освіта, член Соціалістичної партії України    | 26.03.2006   | 08.02.2010      |
| Коваль Микола Сергійович       | Сільський голова, 1955 року народження, освіта середня загальна, член Партії регіонів | 31.10.2010   |                 |

Примітка: таблиця складена за даними джерела